# 대한민국 민법 제1030조
대한민국 민법 제1030조는 한정승인의 방식에 대한 대한민국 민법 상속법 조문이다.

## 조문
제1029조(공동상속인의 한정승인) ①상속인이 한정승인을 함에는 제1019조제1항 또는 제3항의 기간내에 상속재산의 목록을 첨부하여 법원에 한정승인의 신고를 하여야 한다.

②제1019조제3항의 규정에 의하여 한정승인을 한 경우 상속재산 중 이미 처분한 재산이 있는 때에는 그 목록과 가액을 함께 제출하여야 한다.

## 판례
1.서울고등법원 2005. 7. 15. 선고 2005나7971 판결

2.대법원 2006. 2. 13. 자 2004스74 결정

## 같이 보기
- 상속
- 유증
- 변제